# Meizu M5s
Meizu M5s — смартфон розроблений китайською компанією Meizu

## Дизайн
За дизайном новий MEIZU M5s більше нагадує M3e і M5 Note, ніж M3s mini. Так, тут, як і в M3s mini, залишилися пластикові вставки, пофарбовані в колір металевої спинки, однак сама форма корпусу стала більш округлої і «плавної», більш акуратною, якщо можна так висловитися. В результаті смартфон виглядає дорожче, ніж минула модель з лінійки компактних апаратів. При порівнянні на картинках це складно побачити, але якщо покласти MEIZU M5s і MEIZU M3s mini поруч, взяти в руки, відмінність буде очевидним. Це, до речі, один із шляхів, яким, ймовірно, підуть бренди в бюджетному сегменті - стануть робити упор на розвиток дизайну, поліпшення матеріалів, тактильні відчуття від використання смартфона.